# Frederik Desch
Frederik Desch (* um 1985 in Bad Kreuznach) ist ein deutscher Koch. 

## Werdegang
Nach der Lehre im Steigenberger Hotel in Bad Kreuznach wechselte Desch zum Colombi Hotel bei Alfred Klink in Freiburg, dann ins Grand Roche Hotel in Südafrika, zur Stromburg bei Johann Lafer und zum Hotel Louis C. Jacob bei Thomas Martin in Hamburg. 
Seit 2009 ist Desch Küchenchef in Laudensacks Gourmet-Restaurant in Bad Kissingen, das seitdem mit einem Michelinstern ausgezeichnet wird. Er kocht eine moderne, klassische Küche.

## Auszeichnungen
- Seit 2009 Ein Michelinstern für das Laudensacks Gourmet-Restaurant in Bad Kissingen